# Conidiobolus osmodes
Conidiobolus osmodes är en svampart som beskrevs av Drechsler 1954. Conidiobolus osmodes ingår i släktet Conidiobolus och familjen Ancylistaceae.   Inga underarter finns listade i Catalogue of Life.